# Tabor (Slovenië)

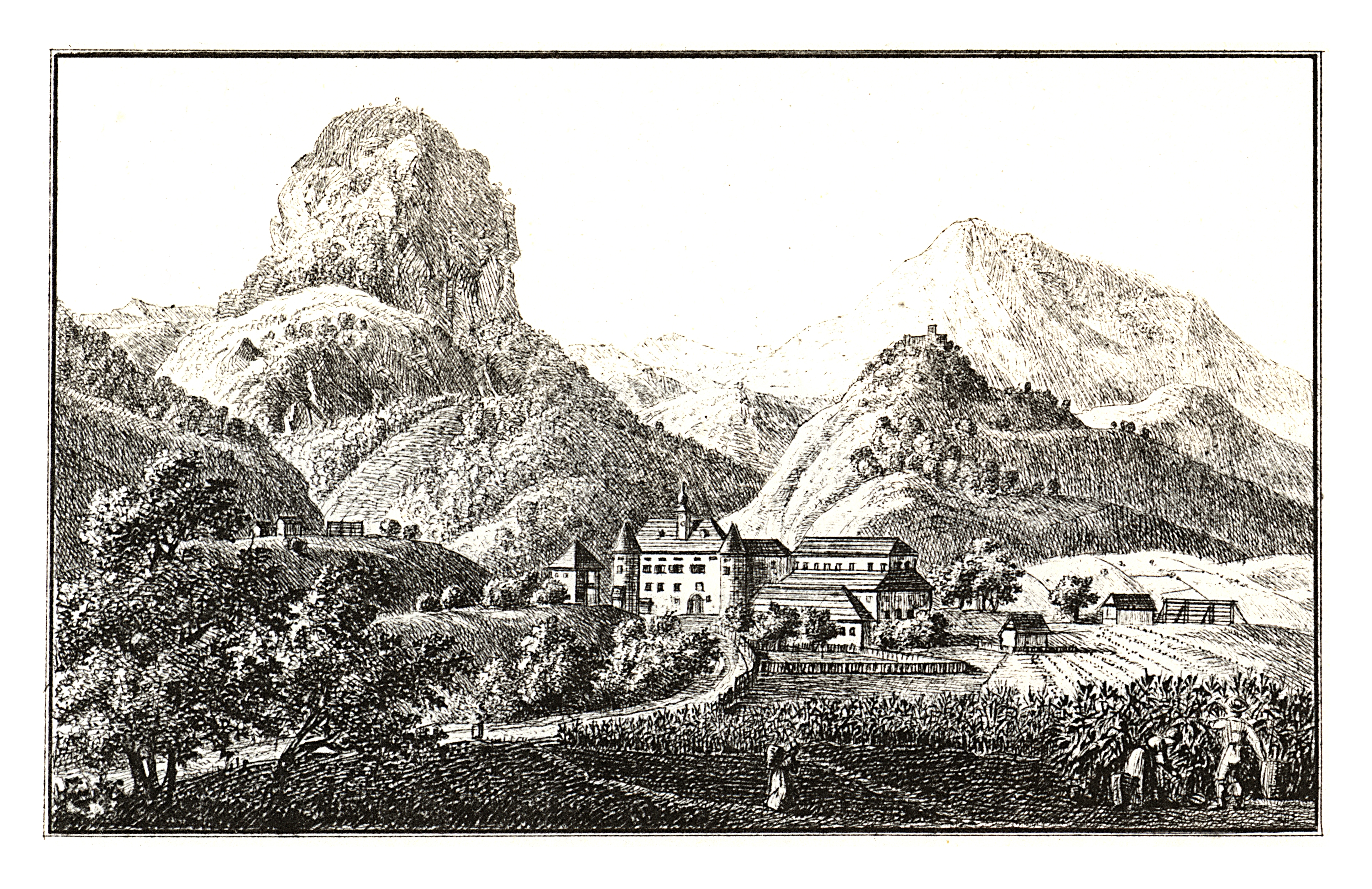
Osterwitz, 1830, Lith. J.F. Kaiser, Graz

Tabor is een gemeente in de Sloveense regio Savinjska en telt 1494 inwoners (2002). De gemeente bestaat sinds 1998 en maakte voorheen deel uit van Žalec.

## Plaatsen in de gemeente
Črni Vrh, Kapla, Tabor, Loke, Miklavž pri Taboru, Ojstriška vas, Pondor
Bistrica ob Sotli · Braslovče · Celje · Dobje · Dobrna · Gornji Grad · Kozje · Laško · Ljubno · Luče · Mozirje · Nazarje · Podčetrtek · Polzela · Prebold · Radeče · Rečica ob Savinji · Rogaška Slatina · Rogatec · Šentjur pri Celju · Slovenske Konjice · Šmarje pri Jelšah · Šmartno ob Paki · Solčava · Šoštanj · Štore · Tabor · Velenje · Vitanje · Vojnik · Vransko · Žalec · Zreče
1. ↑  "Prebivalstvo po starosti in spolu, občine, Slovenija, polletno". Statistični urad Republike Slovenije. Geraadpleegd op 18 april 2021.